# Buon viaggio (Share the Love)
Buon viaggio (Share the Love) è un singolo del cantautore italiano Cesare Cremonini, pubblicato il 27 marzo 2015.
È uno dei quattro inediti contenuti nel secondo album dal vivo di Cremonini, Più che logico (Live).

## Descrizione
Parlando del brano, Cremonini ha detto:
Sempre lo stesso Cremonini ha scritto sul suo profilo Facebook che il brano "parla di amare, non di amore; di vivere, e non di vita".
Come Logico #1 nel 2014, anche questa canzone è la colonna sonora dello spot del cornetto Algida nel 2015, le cui immagini sono quelle dello spot del 2014. Sempre nel 2015 è utilizzata come sigla finale del film Belli di papà con Diego Abatantuono.
Il 26 giugno diventa disco di platino.

## Video musicale
Il videoclip del brano, pubblicato il 21 aprile, è stato girato a Barcellona sotto la direzione di Gaetano Morbioli e ritrae Cremonini e l'amico Ballo insieme alle attrici Sheyla Pereira e María José Perez in giro per la città catalana su diversi mezzi di trasporto.
Il video è uno tra i primi girati in Europa che utilizza una tecnica che si basa sull'impiego di telecamere GoPro e di obiettivi Fish-eye per creare immagini a base circolare in modo da creare un effetto 3D.

## Tracce
Testi di Cesare Cremonini e Davide Petrella, musiche di Cesare Cremonini e Alessandro Magnanini.
1. Buon viaggio (Share the Love) – 3:26

## Classifiche

### Classifiche settimanali
| Classifica (2015) | Posizione massima |
| ----------------- | ----------------- |
| Italia            | 6                 |

### Classifiche di fine anno
| Classifica (2015) | Posizione |
| ----------------- | --------- |
| Italia            | 24        |